# 莫妮卡·孔特拉法托
莫妮卡·孔特拉法托（義大利語：Monica Contrafatto，1981年3月9日—），意大利女子田径运动员。她曾代表意大利参加2016年和2020年夏季残疾人奥林匹克运动会田径比赛，获得二枚铜牌。